# Vaccinium japonicum
Vaccinium japonicum är en ljungväxtart som beskrevs av Friedrich Anton Wilhelm Miquel. Vaccinium japonicum ingår i Blåbärssläktet, och familjen ljungväxter.

## Underarter
Arten delas in i följande underarter:
- V. j. incisum
- V. j. lasiostemon
- V. j. sinicum

## Bildgalleri

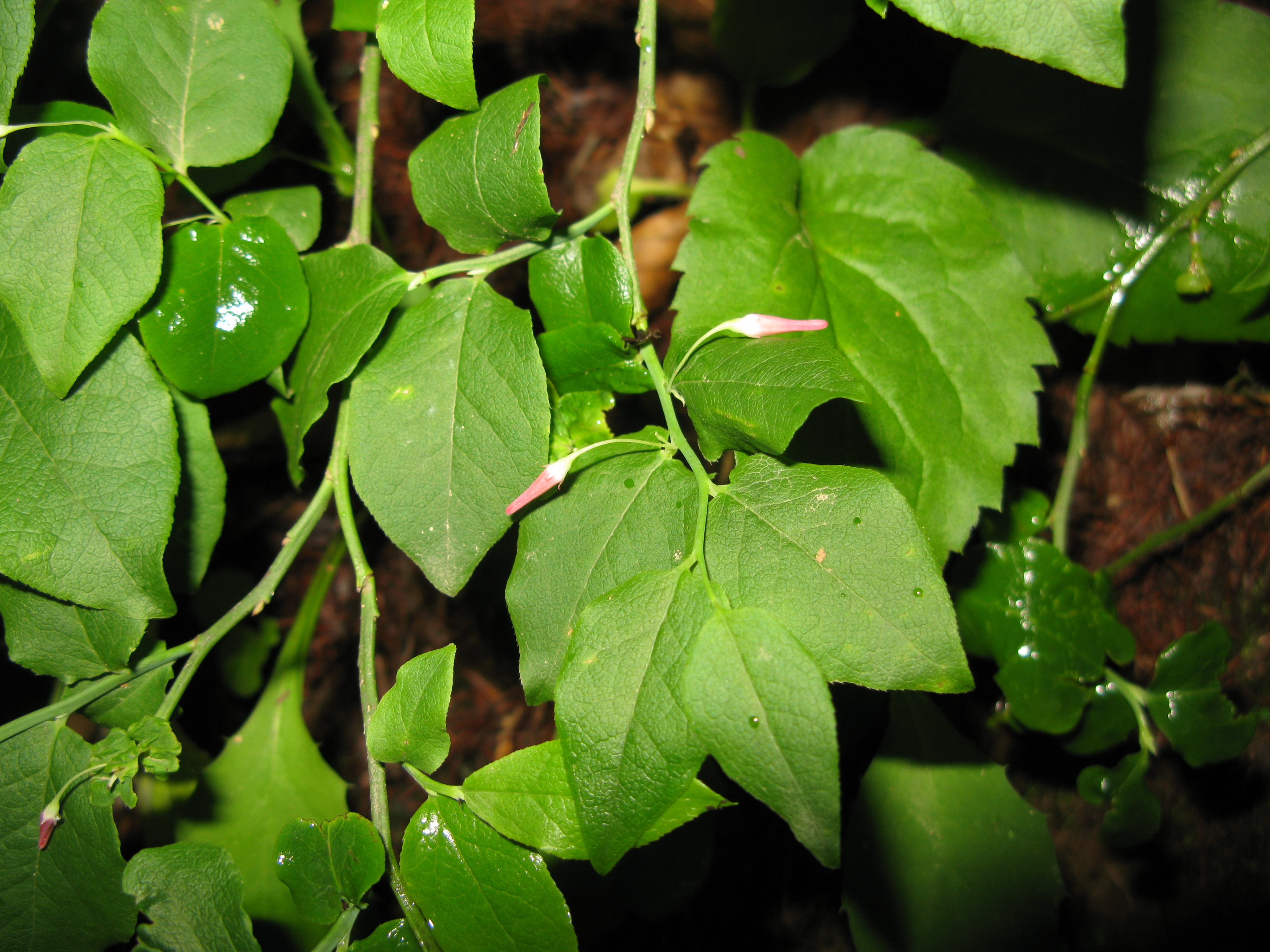